# Tricogramatídeos
Tricogramatídeos (Trichogrammatidae) são uma família de vespas minúsculas, que inclui alguns dos menores insetos conhecidos. São conhecidas como parasitoides de ovos de insetos, sendo muitas espécies bastante estudadas para atuar como agentes de Controle Biológico. Existem cerca de 850 espécies reconhecidas, atualmente distribuídas dentre mais de 80 gêneros pertencentes a duas subfamílias. Têm ampla distribuição mundial, ocorrendo tanto em habitats terrestres quanto aquáticos.

## Ecologia
Como parasitoides, são conhecidos de atacarem ovos de diversas ordens de insetos, particularmente os ovos de mariposas, borboletas e de outras vespas. Desta forma, diversas espécies que atacam pragas da agricultura são estudadas e criadas em laboratório como agentes no controle de pragas. A maioria destas espécies de maior interesse pertencem ao gênero Trichogramma, atuando como agentes de Controle Biológico contra ovos de Lepidoptera atacando lavouras na região tropical. São parasitoides solitários ou gregários, a depender da espécie.
Em geral, as vespinhas fêmeas depositam seus ovos individualmente dentro dos ovos de outros insetos, de onde nascem larvas que alimentam-se do embrião e restante do vitelo de seu hospedeiro. Seus hospedeiros incluem desde insetos lepidópteros, hemípteros, neurópteros, coleópteros, e até outros himenópteros. As espécies pragas mais importantes atacadas por Trichogrammatidae incluem Helicoverpa spp., Tricoplusia ni, Pieris spp., Pseudoplusia includens e Plutella xylostella. No Brasil, existem propostas e programas de pesquisa e comercialização de espécimes vivos de Trichogramma spp. para controle de praga em lavouras de algodoeiro, cana-de-açúcar, hortaliças, milho, soja e tomateiro, e até mesmo grãos armazenados. Atualmente, as espécies mais usada no campo têm sido Trichogramma pretiosum e T. galloi para o combate de broca-da-cana Diatraea saccharalis e das pragas do algodoeiro, Heliothis virescens, a lagarta-da-maçã e Alabama argillacea, o curuquerê do algodoeiro.

## Morfologia
Por incluírem espécies muito pequenas, os estudos de morfologia e taxonomia de Trichogrammatidae têm sido desafiadores, inclusive a diagnose de espécies. A maioria das espécies possui adultos com menos de 1 mm de comprimento, e algumas como Megaphragma spp. medem menos de 1/3 de milímetro. Por conta de seus tamanhos diminutos, estas vespinhas têm atraído a atenção de estudiosos interessados em miniaturização e minimalista em biologia e evolução, a exemplo da espécie Megaphragma mymaripenne, que é estudada por sustentar toda funcionalidade como um organismo complexo com apenas 7400 neurônios. Esta espécie também tornou-se um exemplo único da existência de neurônios funcionais anucleados. De forma análoga, as asas muitas espécies passaram por adaptações extremas de simplificação estrutural, apresentando formatos como de um remo curto ou apenas as cerdas montadas sobre a venação residual. Por serem tão diminutas, estas vespas dependem mais de ventos do que força de voo ou estruturação das asas para conseguirem se deslocar. Acredita-se que a maioria das linhagens são aparentadas dos Eulophidae.
Os fósseis mais antigos contendo vespas Trichogrammatidae datam do Eocene. No geral, distinguem-se das outras famílias de vespas Chalcididoidea pelo seu tamanho diminuto, corpo compacto ou apenas levemente alongado, sempre sem nenhuma constrição enre o mesosoma e metassoma, pelo formato reduzido das asas em forma de pera e ostentando longas cerdas, e por apresentarem três tarsômeros nas pernas. Possuem discreto dimorfismo sexual, mais presente nas antenas. 